# Direction interministérielle du Numérique
La direction interministérielle du Numérique (DINUM) est une direction de l'administration publique française. Service du Premier ministre, elle est placée sous l’autorité du ministre de la Transformation et de la Fonction publiques. Elle a pour mission d’élaborer la stratégie numérique de l’État et de piloter sa mise en œuvre.
Elle est considérée comme la direction des systèmes d'information de l’État français.

## Histoire
Les premières administrations ont été la mission interministérielle de soutien technique pour le développement des technologies de l'information et de la communication dans l'administration (créée en 1998), l’agence pour les technologies de l'information et de la communication dans l'administration (créée en 2001), puis l’Agence pour le Développement de l’Administration Électronique (ADAE, créée en 2003) dans le cadre d’ADELE.
La direction générale de la modernisation de l’État (DGME) est créée en 2005. Elle regroupe plusieurs structures qui s'occupaient de sujets liés à la réforme et la modernisation de l'État (direction de la réforme budgétaire, délégation aux usagers et aux simplifications administratives, délégation à la modernisation de la gestion publique et des structures de l'État et agence pour le développement de l'administration électronique.
La direction interministérielle des systèmes d'information et de communication de l’État (DISIC) est créée le 21 février 2011. Elle reprend le rôle de pilotage du référentiel général d'interopérabilité ; du référentiel général d'accessibilité pour les administrations et du référentiel général de sécurité (rôle partagé avec l'ANSSI). En 2012, la direction interministérielle pour la modernisation de l'action publique et la direction interministérielle des systèmes d'information et de communication de l'État forment le secrétariat général pour la modernisation de l'action publique.
Le 21 septembre 2015, la direction interministérielle du numérique et du système d'information et de communication de l’État (DINSIC) est créée en rassemblant la DISIC, Etalab et une petite mission du SGMAP qui deviendra l'incubateur de startups d'État, toujours au sein du secrétariat général pour la modernisation de l'action publique jusqu’à la suppression de ce dernier le 20 novembre 2017. La direction interministérielle est alors placée, par délégation du Premier ministre, sous l'autorité du ministre chargé du numérique et rattachée au secrétaire général du Gouvernement. Le ministre chargé de la réforme de l'État en dispose.
Le 25 octobre 2019, la direction interministérielle du numérique est créée. Toujours rattachée au secrétaire général du Gouvernement, le ministre de l'action et des comptes publics a autorité sur elle, et le ministre de l'économie et des finances et le secrétaire d'État chargé du numérique en disposent. Cette réorganisation s'est traduite par une diminution des prérogatives de l'institution, comme le pouvoir de « "réquisitionner" des informations auprès des administrations », « l’obligation de publier un rapport chaque année », ou sa qualité de « service à compétence nationale ». Elle s'inscrit dans la suite des départs d'Henri Verdier, ex-directeur emblématique de la DINSIC, ainsi que d'autres personnalités comme Christian Quest et plusieurs cadres, qui déplorent les nouvelles orientations stratégiques de la DINUM. Les syndicats signalent également de nombreux départs d'agents ou de collaborateurs, qui peuvent également s'expliquer par le taux de rotation du personnel historiquement élevé de l'institution.
Depuis 2022, la DINUM, à travers sa nouvelle feuille de route, a engagé une mutation profonde des projets numériques de l'Etat.

## Rôle
La direction interministérielle du numérique a pour mission d’accompagner et de faire réussir les projets numériques de l’État, au service des priorités gouvernementales et dans un souci d’une amélioration de l’efficacité de l’action publique tirant le meilleur parti des opportunités du numérique.
Les missions de la DINUM sont fixées par décret (décret du 25 octobre 2019, modifié par le décret du 22 avril 2023).
Pour remplir sa mission, la DINUM comprend six départements et trois missions :
- Le département « Appui, conseil et expertise »
- le département « Incubateur de services numériques »
- le département « Etalab »
- le département « Infrastructures et services opérés »
- le département « Opérateur de produits interministériels »
- le département « RH de la filière numérique de l’Etat »
- la mission « Juridique »
- la mission « Droit et international »
- la mission « Budget et achat »
- la mission « Communication »

## Réalisations opérationnelles de la DISIC puis de la DINSIC

### Orientations affichées
Plusieurs interviews ou interventions publiques de son directeur, ainsi que le dossier sur le site du gouvernement permettent de cerner les premiers chantiers :
- la création du réseau interministériel de l'État, pour remplacer les réseaux des ministères et améliorer la sécurité. C'est le résultat d'une décision du Conseil des ministres du 25 mai 2011[18] ;
- la modernisation des centres informatiques, pour mettre en commun les moyens des ministères et développer l'usage de l'informatique en nuage au sein de l'administration ;
- l'accompagnement, sur le plan des systèmes d'information, des réformes organisationnelles de l'État sur le territoire (« réforme de l'administration territoriale de l'État »[19]). Cela consiste à harmoniser et mettre en commun les systèmes d'informations locaux issus des différents ministères concernés et adapter les organisations locales.

### Documents-cadres
Plusieurs documents-cadres sont également publiés par la DISIC :
- le cadre stratégique commun du système d'information de l'État, diffusé par circulaire du Premier Ministre, définit la stratégie d'évolution du système d'information de l'État, et demande aux ministères de s'y conformer ;
- le cadre commun d'urbanisation, définit des bonnes pratiques en matière d'architecture d'entreprise pour les ministères[20] ;
- la circulaire sur l'usage du logiciel libre dans l'administration encourage les ministères à l'adoption des logiciels libres[21] ;
- la synthèse des contrats de progrès ministériels 2013-2015[22].

### FranceConnect
La DINSIC a conçu et gère le service FranceConnect depuis 2016. Il permet à ses utilisateurs de se connecter à divers services publics (fisc, Assurance maladie...) ou privés (banques, télécommunications...), tout en garantissant à ces services que l'identité légale de l'utilisateur a été vérifiée au préalable. FranceConnect agit comme un tiers de confiance entre utilisateurs, services publics et entreprises privées.

### Tchap
Tchap est une application de messagerie instantanée sécurisée destinée prioritairement aux agents publics, qui vise à remplacer des applications très utilisées jusqu'au sommet de l'État, notamment Telegram ou encore WhatsApp, qui sont jugées peu sûres, et dont les développeurs et les serveurs ne relèvent pas de la souveraineté française.

## Liste des directeurs

### Directeurs interministériels du système d'information et de communication de l'État
| Identité                           | Période          | Période           |
| Identité                           | Début            | Fin               |
| ---------------------------------- | ---------------- | ----------------- |
| Jérôme Filippini (d)               | 24 février 2011  | 4 octobre 2012    |
| Par intérim : Jérôme Filippini (d) | 4 octobre 2012   | 15 novembre 2012  |
| Jacques Marzin (d)                 | 15 novembre 2012 | 21 septembre 2015 |

### Directeurs interministériels du numérique et du système d'information et de communication de l'État
| Identité       | Période           | Période          |
| Identité       | Début             | Fin              |
| -------------- | ----------------- | ---------------- |
| Henri Verdier, | 22 septembre 2015 | 15 novembre 2018 |
| Nadi Bou Hanna | 10 décembre 2018  | 25 octobre 2019  |

### Directeurs interministériels du numérique
| Identité                        | Période           | Période           |
| Identité                        | Début             | Fin               |
| ------------------------------- | ----------------- | ----------------- |
| Nadi Bou Hanna,                 | 30 octobre 2019   | 17 janvier 2022   |
| Par intérim : Xavier Albouy (d) | 17 janvier 2022   | 26 septembre 2022 |
| Stéphanie Schaer (d),           | 26 septembre 2022 | En cours          |